# Государственный архив Израиля

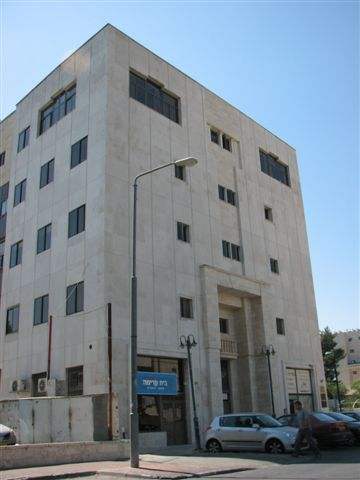

Государственный архив Израиля (ивр. גנזך המדינה‎) — национальный архив государства Израиль. Юридически подчинён министерству премьер-министра Израиля.
Архив был основан в 1949 году; его деятельность регулируется «Законом об архивах» 1955 года. Как государственный архив Израиля, так и все архивы в стране, возглавляются Государственным архивариусом. Закон об архивах представляет правовую, административную и профессиональную юридическую базу, в рамках которой работают все архивы Израиля. Закон предоставляет Государственному архивариусу, а через него и всем сотрудникам Государственного архива, право инструктировать работников и контролировать управление архивами и документацией в министерствах, местных органах власти, государственных учреждениях и корпорациях.
Государственный архив Израиля находится в Иерусалиме. В 2007 году министерская комиссия по развитию Галилеи и Негева приняла решение о переносе хранилищ Архива в г. Арад.

## Основные задачи и ответственность
Основными задачами Государственного архива Израиля являются:
- Сбор архивных документов в любых форматах, используемых в государственных учреждениях с целью сохранения их для будущих поколений и обеспечения доступа к ним для общественности в соответствии с правилами их просмотра.
- Определение политики по сохранению (или по уничтожению) документации в государстве Израиль.
- Профессиональный надзор за работой различных архивов страны.
- Поиск, регистрация и приём на хранение личных архивов, находящихся в распоряжении о владении государственных учреждений или частных лиц.
- Публикация серии «Документы по внешней политике Израиля».
- Публикация материалов, посвящённых памяти президентов и премьер-министров Израиля.
- Публикация специальной литературы и библиографии правительственных публикаций.

## Хранимые материалы
Более 400 миллионов документов и материалов, хранящихся в Государственном архиве, занимают в настоящее время около 40 км «полочного пространства». Они относятся к деятельности государственных учреждений Израиля и предыдущих администраций в Палестине — от османского периода (материалы с 1838 по 1917 гг.) и до Британского мандата (1917—1948), а также коллекции учреждений арабской общины в Палестине в эти периоды. Эти коллекции являются «магнитом для исследователей» и служат всем, кто интересуется историей различных общин в Палестине и в Государстве Израиль. Большинство материалов, относящихся к периоду после 1948 года, написаны на иврите, но значительная часть документов раннего израильского периода — на английском и других иностранных языках.
На хранении в Государственном архиве находятся основополагающие документы государства Израиль, главным из которых является Декларация независимости, Закон о возвращении и другие законы государства, международные соглашения и договоры, заключённые на протяжении многих лет, в частности, соглашения о перемирии с арабскими государствами, Соглашение о репарациях с Федеративной Республикой Германии, мирные договоры с Египтом и с Иорданией, «Декларация принципов о временных мерах по самоуправлению» (так называемые «Соглашения Осло») и обмен письмами с ООП, и многие другие документы.
Государственный архив хранит документы, карты, почтовые марки, официальные публикации различных министерств правительства, Кнессета и канцелярии Президента Израиля, стенографические отчеты заседаний правительства, начиная с 1948 года, протоколы заседаний комиссий Кнессета, отчеты правительственных комиссии по расследованию, юридическую документацию, в том числе отчеты заседаний Верховного суда и записи Земельного реестра Израиля.
Кроме того, на хранении в Государственном архиве находятся многие частные архивы, ранее принадлежавшие государственным учреждениям и известным личностям в истории Палестины и Израиля. Здесь же находится множество аудиовизуальных материалов, включая фильмы, документирующие события со времени начала британского мандата года, суд над Адольфом Эйхманом, аудио- и видеозаписи со свидетельствами центральных фигур израильской истории и государственных и многих других церемоний и мероприятий, аудиозаписи выступлений на сессиях Кнессета, а также коллекции, содержащие около 100 000 фотографий.

## Перевод в цифровой формат и доступ к материалам Архива в интернете
В начале 2010-х годов Государственный архив начал перевод хранящихся в нём материалов в цифровой формат. В рамках этой программы планируется провести сканирование и организовать электронный доступ к 300 миллионам документов. При этом, большая часть оригиналов документов, «не представляющих особой исторической ценности», будет уничтожена «из-за отсутствия мест хранения и высокой стоимости содержания документации». Наиболее ценные документы планируется передать в музеи.
С целью ознакомления общественности с хранящимися материалами, Государственный архив начал размещать на своём интернет-сайте часть материалов, уже переведенных в цифровой формат. В целом, планируется «свести на одном портале материалы 30 архивов страны и открыть свободный доступ к ним всем, кто интересуется историей Израиля». В соответствии с программой, на интернет-сайте Архива каждые несколько дней будет выставляться один документ с кратким описанием его содержания. Первым таким материалом стала «Книга об увековечении памяти Ицхака Рабина», опубликованная в 2005 году. Кроме того, будет организован интернет-доступ к аудиозаписям и кинохронике («суммарно — более 200 тысяч минут вещания»), поступавшим в архивы, начиная с 1968 года. Организовано также размещение материалов в сетях facebook и youtube.